# 費迪爾·普里馬琴科
費迪爾·瓦西廖維奇·普里馬琴科（羅馬化：Fedir Vasyliovych Prymachenko；1941年3月24日—2008年8月7日），烏克蘭畫家，知名艺术家玛丽亚·普里马琴科之子，乌克兰艺术家联盟成员（1984年），乌克兰功勋艺术家（1998年），卡特琳娜·比洛库尔奖获者（2000年），荣获三级功绩勋章学位和乌克兰总统荣誉奖（2001年）。
2008年，他在博洛特尼亞去世，遺體埋葬在他母亲旁。
他与妻子卡特琳娜育有兩個儿子——伊万和彼得羅。彼得羅·普里馬琴科同樣為艺术家、為尊严革命参与者、志愿者。2022年2月24日加入乌克兰武装部队国土防御部队。參與基辅和该州的保卫战。